# Drew Scott
Andrew Alfred Scott (Vancouver, 1978. április 28. –) kanadai vállalkozó.

## Fiatalkora
Vancouverben született, és a családja két gyermeket nevelt fel. Drew és Jonathan szoros testvéri kapcsolatot ápolnak. A család jelentős hatással volt életére, különösen édesapja, Jim Scott, aki tanárként dolgozott, mint édesanyja, Joanne Scott, aki mindig is támogatta a kreatív ötletek kibontakozását.

## Tanulmányai
Calgaryban tanult, és már ekkor is egyre inkább az ingatlanok iránt kezdett érdeklődni. Bár kezdetben színészi karriert tervezett, végül úgy döntött, hogy inkább az ingatlanpiacon szeretné megtalálni a helyét. Az ingatlanügynöki munkák mellett komoly tapasztalatokat szerzett az ingatlanfelújítás területén is, ami segítette őt abban, hogy sikeresen belevágjon televíziós karrierjébe.

## Pályafutása
A legnagyobb áttörését a Property Brothers című műsor hozta meg, amely 2011-ben indult. A műsorban Drew és testvére, Jonathan segítenek a családoknak megváltoztatni otthonaikat azáltal, hogy ingatlanokat vásárolnak, felújítanak és átalakítanak. A műsorban az ingatlanügynöki munkát vezette, míg Jonathan az építkezési és felújítási feladatokat irányította. A műsor hatalmas népszerűségre tett szert, és több spin-offot is elindított, például a Brother vs. Brother és a Celebrity IOU című műsorokat.

## Magánélete
Felesége Linda Phan. A pár sokszor közösen dolgozik televíziós műsorokon, és közös vállalkozásokat is irányítanak. 

## Filmográfiája
| Év   | Eredeti cím   | Magyar cím         | Szerep             | Magyar hang   |
| ---- | ------------- | ------------------ | ------------------ | ------------- |
| 2023 | Rubble & Crew | Rubble és a brigád | Hank Hammer (hang) |               |
| 2025 | Love Hurts    | A szerelem fáj     | Jeff Zaks          | Hamvas Dániel |